# Treibstoff (Album)
Treibstoff ist ein Album der deutschen Band Rockhaus. Es erschien am 3. Februar 2012 bei Killingkilian Records im Musikverlag Buschfunk.

## Produktion
Das Album wurde 2011 im 34. Jahr des Bestehens der Band produziert und in der Tonscheune Oleak von Rainer Oleak aufgenommen. Oleak fungierte als Musiker, Produzent und Mixing Engineer; Recording Engineer war Matthias Hahn. Die Titel Wie und Gold mischte Michael Zimmerling. Das Mastering führte Bo Kondren im CALYX Mastering Studio in Berlin durch.

## Rezeption
Die Leipziger Internetzeitung findet, „das Album rockt schön durch“.

## Titelliste
1. Wir – 3:41
(Musik: Beathoven, Text: Petereit/ Kilian)
2. Leben – 3:28
(Musik/ Text: Kilian)
3. Blutrot – 3:44
(Musik: Kilian, Text: Petereit/ Kilian)
4. Universum – 3:41
(Musik: HeinzAngel, Text: Petereit/ Kilian)
5. Chaos – 5:01
(Musik: Petereit, Text: Petereit/ Kilian)
6. Allein – 3:12
(Musik: Petereit, Text: Kilian)
7. Geh – 2:26
(Musik/ Text: Kilian)
8. Jahr – 3:45
(Musik: Kilian, Text: Petereit/ Kilian)
9. Wo – 4:05
(Musik: Petereit, Text: Petereit/ Kilian)
10. Wie – 4:40
(Musik: Petereit, Text: Petereit/ Kilian)
11. Welt – 4:02
(Musik: Kilian, Text: Petereit/ Kilian)
12. Gold – 3:39
(Musik: Petereit, Text: Petereit/ Kilian)
13. Besseres – 3:09
(Musik/ Text: Kilian)